# Elisenda Alamany i Gutiérrez
Elisenda Alamany i Gutiérrez   (Barcelona, 11 d'octubre de 1983) és una filòloga, professora i política catalana, actual secretària general d'Esquerra Republicana de Catalunya.

## Biografia
Llicenciada en filologia catalana per la Universitat Autònoma de Barcelona, ha treballat com a professora de secundària. Alamany es va especialitzar en gestió de la diversitat lingüística i cultural per la Universitat Oberta de Catalunya el 2012 i ha treballat en l'àmbit universitari ensenyant català per a estrangers a la Universitat Pompeu Fabra, així com en l'ensenyament per a adults a Òmnium Cultural i el Consorci per a la Normalització Lingüística. El curs 2013-2014 va marxar a treballar a la Xina, on va treballar de professora en una escola internacional per a alumnes xinesos. Actualment resideix a Sabadell.

### Trajectòria política
En l'àmbit polític, va començar militant a l'Assemblea de Joves, intentant posar fre als grups ‘ultres' neofeixistes de Castellar del Vallès. Arran de la seva implicació a la Plataforma Antifexista va impulsar l'agrupació d'electors L'Altraveu per Castellar el 2007 i vuit anys més tard, la candidatura Decidim Castellar (confluència de L'Altraveu per Castellar, Procés Constituent, EUiA i Podem), que al seu torn formà part de les Candidatures Alternatives del Vallès (CAV).
Arran de la celebració dels trenta anys d'eleccions democràtiques, va coeditar amb Gemma Ubasart i Marc Serrà, el llibre Construint municipi des dels moviments socials, d'editorial Icària, un llibre que presenta les reflexions d'expressió democràtica municipalista articulada per les CAV, les Candidatures d'Unitat Popular (CUP) i diverses iniciatives veïnals.
Per a les eleccions al Parlament de Catalunya de 2017 va ser escollida com a número 2 en la llista conjunta de Catalunya en Comú Podem. La coalició va obtenir 8 escons i va esdevenir diputada. Després de la dimissió de Xavier Domènech l'octubre de 2018 va presentar la plataforma "Sobiranistes", un corrent crític amb la direcció de Catalunya en Comú en aquell moment. Fou portaveu del grup parlamentari Catalunya en Comú-Podem del Parlament de Catalunya entre el 18 de gener de 2018 i el 29 d'octubre de 2018, càrrec que deixà per desavinences amb el grup parlamentari.
El 19 de febrer de 2019, abandonà el grup parlamentari de Catalunya en Comú Podem al Parlament de Catalunya i la militància a Catalunya en Comú pel xoc frontal amb els nous posicionaments que, segons ella, trencaven amb la carta fundacional dels comuns. El març del 2019, entregà l'acta de diputada. Des del 15 de juny de 2019, exerceix com a regidora a l'Ajuntament de Barcelona amb el grup municipal d'Esquerra Republicana. El juliol de 2023 fou nomenada vicepresidenta de l'AMB.
El setembre del 2024 es va fer públic que optaria a la secretaria general d'Esquerra Republicana dins l'equip d'Oriol Junqueras.